# Liza Vieira
Maria Elizabeth Vieira Moraes (São Paulo, 18 de setembro de 1949) mais conhecida pelo nome artístico Liza Vieira, é uma atriz brasileira.

## Biografia
Começou sua carreira nos palcos, ainda no tempo de estudante, fazendo teatro amador e estreou na TV em 1972 na TV Tupi São Paulo na novela "Camomila e Bem-Me-Quer", de Ivani Ribeiro.  e participou do Telecurso de 1989 e 1999.
No cinema seu primeiro trabalho foi em "Pensionato de Mulheres", em 1974, dirigida por Clery Cunha, mas seu maior sucesso foi em "Contos Eróticos", ao lado de Lima Duarte no episódio "O Arremate", em que vivia uma jovem ingênua que é estuprada pelo patrão do seu pai, com o consentimento do mesmo.
Na TV, ela sempre interpretou personagens doces e ingênuos, enquanto no cinema participou de várias comédias e dramas eróticos. Obteve bastante sucesso popular interpretando a rebelde Érika, na novela "Sétimo Sentido", de Janete Clair. Era uma jovem complexada com a própria aparência que vivia em conflito com a família, mas que no fim acaba sensibilizada pelo amor de Rubens (Edwin Luisi), um rapaz cego. Destacam-se também seus papéis em O Machão, de Sérgio Jockymann, A Sucessora, de Manoel Carlos, Selva de Pedra (remake), também de Janete Clair, e em Cortina de Vidro, de Walcyr Carrasco.
Foi casada com o diretor e ator Adriano Stuart,  que a dirigiu no filme A Noite dos Duros. Em 1987,  fez parte do elenco  de  Senti Firmeza, programa musical humorístico da Rede Bandeirantes dirigido por Oswaldo Loureiro, no qual dançava e interpretava.
Em agosto de 2010, estreou uma peça teatral chamada “Advogado de Deus”, que discorre sobre ética profissional e é ambientado do livro de Zíbia Gasparetto, em cartaz no Teatro Santo Agostinho.

## Filmografia

### Televisão
| Ano  | Título                      | Personagem            | Notas                                          | Emissora    |
| ---- | --------------------------- | --------------------- | ---------------------------------------------- | ----------- |
| 1971 | Hospital                    | Jovem                 | Figurante                                      | Rede Tupi   |
| 1972 | Camomila e Bem-me-quer      | Vera (Verinha)        |                                                | Rede Tupi   |
| 1973 | Mulheres de Areia           | Carola Sampaio        |                                                | Rede Tupi   |
| 1974 | O Machão                    | Bianca Batista        |                                                | Rede Tupi   |
| 1975 | O Velho, o Menino e o Burro | Regina                |                                                | Rede Tupi   |
| 1975 | Um Dia, o Amor              | Maria Cecília         |                                                | Rede Tupi   |
| 1977 | Um Sol Maior                | Eliane                |                                                | Rede Tupi   |
| 1978 | A Sucessora                 | Adélia Figueira       |                                                | Rede Globo  |
| 1979 | Carga Pesada                | Janete                | Episódio: "Enchente"                           | Rede Globo  |
| 1979 | Superbronco                 | Toty                  |                                                | Rede Globo  |
| 1980 | Coração Alado               | Ieda                  |                                                | Rede Globo  |
| 1981 | O Amor É Nosso              | Suzana                |                                                | Rede Globo  |
| 1982 | Sétimo Sentido              | Érica Rezende         |                                                | Rede Globo  |
| 1985 | Caso Verdade                | Denilda               | Episódio:"Luz do Mundo"                        | Rede Globo  |
| 1986 | Caso Verdade                | Janete                | Episódio:"Amanhã É Vida Nova"                  | Rede Globo  |
| 1986 | Selva de Pedra              | Clarice Ribeiro       |                                                | Rede Globo  |
| 1989 | Cortina de Vidro            | Cláudia               |                                                | SBT         |
| 1997 | A Filha do Demônio          | Diná                  |                                                | Rede Record |
| 1997 | Direito de Vencer           | Talma                 |                                                | Rede Record |
| 1998 | Alma de Pedra               | Berenice              |                                                | Rede Record |
| 2000 | Marcas da Paixão            | Isabel de Assis (Isa) |                                                | Rede Record |
| 2004 | Vila Maluca                 | Dona Natureba         |                                                | RedeTV!     |
| 2005 | Meu Cunhado                 | Mrs. Carol            | Episódio: "Intercâmbio"                        | SBT         |
| 2007 | Maria Esperança             | Taís                  |                                                | SBT         |
| 2013 | Chiquititas                 | Sofia Monteiro        |                                                | SBT         |
| 2014 | Pé na Cova                  | Doralice              | Episódio: "A Honra Perdida de Gedivan Pereira" | Rede Globo  |

### Cinema[6]
| Ano  | Título                          | Personagem        |
| ---- | ------------------------------- | ----------------- |
| 1974 | Pensionato de Mulheres          | Lurdinha          |
| 1974 | O Super Manso                   | Marisa            |
| 1975 | A Carne                         | Flora             |
| 1975 | Amantes, Amanhã Se Houver Sol   | Mônica            |
| 1976 | A Noite das Fêmeas              | —                 |
| 1976 | O Mulherengo                    | Margarida         |
| 1977 | Contos Eróticos                 | Filha             |
| 1977 | Paixão e Sombras                | Candidata à Atriz |
| 1978 | A Noite dos Duros               | Maria             |
| 1978 | As Amantes de um Homem Proibido | Marina            |
| 1980 | O Inseto do Amor                | Recém Casada      |
| 1980 | Ato de Violência                | Janina            |
| 2016 | SP Zero 15                      | —                 |
| 2021 | Corona Circus                   | Atriz circense    |

## Teatro
- Em Família (1972)
- Holocausto Cinco Histórias (1972)
- O Jogo do Sexo (1974)
- Amadeus (1982-1983)
- Falando de Amor com Humor (1987)
- Laços Eternos (1992-1994)
- Trair e Coçar... É Só Começar (2005)
- O Advogado de Deus (2010)
- Malefícios do Amor (2017)
- Antes Só... Que Mal Assombrado (2019)[11]
- O Filho (2019)
- Radicais Livres (2019)
- Ninguém Merece (2020)
- Angústia  (2021)
- Sexo dos Anjos (2022)[12]